# Enrico Ruberti
Enrico Ruberti (Varese, 10 ottobre 1914 – Opera, 6 agosto 1985) è stato un canottiere italiano.

## Biografia
Nel 1947 vinse la medaglia d'oro nell'otto ai campionati europei di Lucerna 1947.
Rappresentò l'Italia ai Giochi olimpici di Londra 1948, nell'otto con Luigi Gandini, Ezio Acchini, Mario Acchini, Angelo Fioretti, Fortunato Maninetti, Bonifacio De Bortoli, Pietro Sessa e il timoniere Alessandro Bardelli, passando la sua batteria al primo posto, con il tempo di 6'03"8, e uscendo in semifinale col secondo posto col tempo di 6'52"1.
Ottenne il secondo titolo europeo ad Amsterdam 1949.

## Palmarès
- Europei

Lucerna 1947: oro nell'8
Amsterdam 1949: oro nell'8